# Parlamentswahl in Bangladesch Juni 1996
Die Parlamentswahl in Bangladesch Juni 1996 fand am 12. Juni 1996 statt. Es handelte sich um die siebte Parlamentswahl seit der Unabhängigkeit und die zweite in diesem Jahr, da bereits am 15. Februar 1996 eine Wahl stattgefunden hatte.

## Vorgeschichte

### Krise ab 1994
Die Parlamentswahl 1991 hatte die Bangladesh Nationalist Party (BNP) gewonnen und anschließend eine Regierung mit der BNP-Vorsitzenden Khaleda Zia als Premierministerin gebildet. Die folgende Legislaturperiode gestaltete sich turbulent. Am 20. März 1994 fand eine Nachwahl im Wahlkreis Magura-2 statt, die vom BNP-Kandidaten gewonnen wurde. Die Opposition, vorrangig die Awami-Liga, zu deren Hochburgen der Wahlkreis zählte, übte heftige Kritik an den Umständen der Wahl und warf der Regierung massive Wahlfälschung vor. Die BNP-Führung, so die Awami-Politiker, hätten nach ihrer Niederlage bei den Bürgermeisterwahlen in den beiden größten Städten des Landes, Dhaka und Chittagong im Januar 1994, in diesem Wahlkreis um jeden Preis einen BNP-Wahlsieg erzwingen wollen. Die Oppositionsparteien, im Wesentlichen die Awami-Liga, die Jatiya Party und Jamaat-e-Islami äußerten die Befürchtung, dass auch die kommende Parlamentswahl unter einer BNP-Regierung nicht frei und ohne Wahlbetrug ablaufen werde und forderten die Einsetzung einer neutralen, parteiunabhängigen Treuhänderregierung vor der Wahl, die einen fairen Ablauf der Wahl gewährleisten sollte. Am 5. Mai 1994 boykottierten 8 Oppositionsparteien die Parlamentseröffnung und am 28. Dezember 194 kündigten alle 153 Oppositionsabgeordneten ihren Rücktritt von ihren Parlamentsmandaten an, um damit der Forderung nach einer Neuwahl unter einer neutralen Treuhänderregierung Nachdruck zu verleihen. In den folgenden Monaten agierte die Opposition mit außerparlamentarischen Aktionen und organisierte Demonstrationen, Streiks, hartals, die das ganze Land in Unruhe hielten. Die öffentliche Ordnung drohte zusammenzubrechen und die Kriminalitätsrate stieg erheblich an. Die Regierung unter Khaleda Zia zeigte sich von den Oppositionsforderungen unbeeindruckt und entschlossen, die volle Legislaturperiode durchzuregieren. Vermittlungsversuche von Vertretern des Commonwealths hatten keinen Erfolg. Nachdem die Opposition einen Boykott der für den 3. Dezember 1995 angesetzten Nachwahlen in den 153 frei gewordenen Wahlkreisen angekündigt hatte, löste Staatspräsident Abdur Rahman Biswas am 24. November 1994 das Parlament auf und bat zugleich Khaleda Zia, übergangsweise bis zum Wahltermin als Premierministerin im Amt zu bleiben.

### Parlamentswahl im Februar 1996 und folgender Generalstreik
Die BNP-Regierung ging weiterhin nicht auf die Oppositionsforderung nach Einsetzung einer neutralen Treuhänderregierung ein und ließ die Parlamentswahl am 15. Februar 1996 abhalten. Diese Wahl wurde durch alle größeren Oppositionsparteien boykottiert, so dass die BNP mit Leichtigkeit eine große Mehrheit der Wahlkreise (212 von 300) gewinnen konnte. Die Wahlbeteiligung wurde offiziell mit 21 % angegeben und durch Beobachter auf unter 10 % geschätzt. Die Wahl war nach Beobachtern durch massive Unregelmäßigkeiten gekennzeichnet. Die Opposition beantwortete diese Entwicklung mit der Ausrufung eines unbefristeten Generalstreiks ab dem 9. März 1996, der bis zur Erfüllung ihrer Forderungen andauern sollte. Am 11. März 1996 trafen sich etwa 500 Vertreter aus der Wirtschaft unter der Ägide der Vereinigung der bangladeschischen Handels- und Industriekammern (Federation of Bangladesh Chambers of Commerce and Industries) und forderten ultimativ den Präsidenten auf, die Parlamentswahl zu annullieren und den Weg zu einer Wahl unter einer Treuhänderregierung frei zu machen. Dem Ultimatum schlossen sich in den folgenden Tagen immer weitere gesellschaftliche Gruppen und Vereinigungen (Lehrer, Richter, Ärzte, Journalisten, Gewerkschafter etc.) an.

### Verfassungsänderung und Einsetzung einer Treuhänderregierung
Am 25. März 1996 erreichte die Krise ihren Höhepunkt, als sich auch große Teile der Staatsangestellten die Forderungen der Opposition zu eigen machten und mit einem Streik ab dem 28. März 1996 drohten. Daraufhin lenkte die Regierung ein und verabschiedete am 26. März 1996 mit ihrer Supermajorität im Parlament den 13. Verfassungszusatz, der den Präsidenten ermächtigte, vor Wahlen eine neutrale Übergangsregierung einzusetzen. Der Verfassungszusatz wurde zwei Tage später durch die Unterschrift des Präsidenten in Kraft gesetzt. Khaleda Zia trat als Premierministerin zurück und am 30. März 1996 wurde der ehemalige Oberste Richter Mohammed Habibur Rahman als Regierungschef der Treuhänderregierung vereidigt. Am selben Tag löste der Präsident das Parlament auf. Die Treuhänderregierung bemühte sich in der Folgezeit, mit allen politischen Kräften ein gewissen Auskommen zu erreichen, um nicht von der einen oder anderen Seite als voreingenommen gebrandmarkt zu werden.
Der folgende Wahlkampf spielte sich ganz überwiegend zwischen den beiden großen Parteien BNP und Awami-Liga ab. Die BNP attackierte letztere als inkompetent, antidemokratisch und Indien-hörig. Die Awami-Liga räumte Fehler während der Herrschaft Mujibur Rahmans in den 1970ern ein, versprach wirtschaftliche und soziale Reformen und erklärte, den 25-jährigen Freundschaftsvertrag mit Indien nicht erneuern zu wollen.

### Drohender Putsch im Mai 1996
Im Mai 1996 schien es so, als ob das Militär einen Putsch unternehmen würde. General Abu Saleh Mohammed Nasim, der Chef des Generalstabs, hatte sich geweigert, der Anordnung des Präsidenten Folge zu leisten und zwei seiner Generäle zu suspendieren, die sich entgegen der Vorschriften in Parteien politisch betätigt hatten. Stattdessen hatte General Nasim die Verlegung von Armeeeinheiten nach Dhaka befohlen. Daraufhin entließ der Präsident am 20. Mai 1996 den General und ließ regierungsloyale Armeeeinheiten nach Dhaka verlegen und den Präsidentenpalast bewachen. Die Krise konnte beigelegt werden und es kam zu keinem Putsch.

## Ablauf der Wahl
Die Wahl fand am 12. Juni 1996 zwischen 8 und 16 Uhr Ortszeit statt. Gewählt wurde in 300 Wahlkreisen in 25.952 Wahllokalen mit 114.749 Wahlurnen. Bei einer Bevölkerung von 119.957.313 Personen waren 56.716.935 wahlberechtigt. Es bewarben sich 81 politische Parteien und insgesamt 2574 Kandidaten, darunter 36 weibliche Kandidaten, welche in 48 Wahlkreisen antraten. An der Wahl beteiligten sich 42.880.576 Wähler, was einer Beteiligung von 74,96 % entsprach. 462.302 (0,81 %) der Stimmen waren ungültig und 42.418.274 gültig. Aufgrund von Unregelmäßigkeiten ordnete die Wahlkommission die Wiederholung der Wahl in 122 Wahllokalen in 27 Wahlkreisen an. Die wiederholte Wahl fand am 19. Juni 1996 statt.

## Ergebnisse
| Partei                                     | Kandidaten | Gewonnene Wahlkreise | Stimmen    | in Prozent der gültigen Stimmen |
| ------------------------------------------ | ---------- | -------------------- | ---------- | ------------------------------- |
| Awami-Liga                                 | 0300       | 146                  | 15.882.792 | 037,44                          |
| Bangladesh Nationalist Party (BNP)         | 0300       | 116                  | 14.255.986 | 033,61                          |
| Jatiya Party                               | 0293       | 032                  | 6.954.981  | 016,40                          |
| Jamaat-e-Islami Bangladesh                 | 0300       | 03                   | 3.653.013  | 08,61                           |
| Islami Oikya Jote                          | 0166       | 01                   | 461.517    | 01,09                           |
| Parteiunabhängige Kandidaten               | 0284       | 01                   | 449.618    | 01,06                           |
| Faker Party                                | 0241       | 0                    | 167.597    | 00,40                           |
| Jatiya Samajtantrik Dal (Rab)              | 067        | 01                   | 97.916     | 00,23                           |
| Bangladesh Workers Party                   | 034        | 0                    | 56.404     | 00,13                           |
| Gano Forum                                 | 0104       | 0                    | 54.250     | 00,13                           |
| Jatiya Samajtantrik Dal (Inu)              | 030        | 0                    | 50.944     | 00,12                           |
| Bangladesher Communist Party               | 036        | 0                    | 48.549     | 00,11                           |
| Jamiate Ulumaye Mam Bangladesh             | 08         | 0                    | 45.585     | 00,11                           |
| Sammilita Sangram Parishad                 | 09         | 0                    | 40.803     | 00,10                           |
| Freedom Party                              | 054        | 0                    | 38.974     | 00,09                           |
| Samridhya Bangladesh Andolon               | 010        | 0                    | 27.083     | 00,06                           |
| Bangladesh Islami Front                    | 023        | 0                    | 23.696     | 00,06                           |
| Bangladesh Khelafat Andolon                | 046        | 0                    | 18.397     | 00,04                           |
| Bangladesh Jatiyabadi Awami League (Most)  | 03         | 0                    | 11.190     | 00,03                           |
| Islami Shasantantra Andolon                | 020        | 0                    | 11.159     | 00,03                           |
| Bangladesher Samajtantrik Dal (Khalekuzza) | 031        | 0                    | 10.234     | 00,02                           |
| 61 weitere Kleinparteien                   | 0215       | 0                    | 57.586     | 00,10                           |
| Insgesamt                                  | 2574       | 300                  | 42.418.274 | 100,00                          |

### Gewonnene Wahlkreise nach Divisionen
Die Awami-Liga wurde in 4 der 6 Divisionen Bangladeschs zur stärksten Partei. In den Divisionen Chittagong und Rajshahi war die BNP stärkste Partei.
| Division   | Awami-Liga | BNP | Jatiya Party | Jamaat | Islami Okiya Jote | Jatiya Samajtantrik Dal (Rab) | Unabhängige | Sitze insgesamt |
| ---------- | ---------- | --- | ------------ | ------ | ----------------- | ----------------------------- | ----------- | --------------- |
| Barishal   | 11         | 5   | 5            | 1      | 1                 | 0                             | 0           | 23              |
| Chittagong | 23         | 34  | 1            | 0      | 0                 | 1                             | 0           | 59              |
| Dhaka      | 59         | 30  | 1            | 0      | 0                 | 0                             | 0           | 90              |
| Rajshahi   | 18         | 32  | 21           | 1      | 0                 | 0                             | 0           | 72              |
| Khulna     | 22         | 12  | 1            | 1      | 0                 | 0                             | 1           | 37              |
| Sylhet     | 13         | 3   | 3            | 0      | 0                 | 0                             | 0           | 19              |
| Gesamt     | 146        | 116 | 32           | 3      | 1                 | 1                             | 1           | 300             |

### Nachwahlen
Da 26 Kandidaten in mehr als einem Wahlkreis gleichzeitig kandidiert und einige von ihnen dabei mehr als einen Wahlkreis gewonnen hatten (Khaleda Zia war in 5, Hasina Wajed in 3 und Hussain Muhammad Ershad in 5 Wahlkreisen erfolgreich), konnten sie nur ein Mandat annehmen. In den anderen Wahlkreisen mussten Nachwahlen erfolgen. Dies betraf die folgenden 16 Wahlkreise: Rangpur-2 (20), Rangpur-5 (23), Rangpur-6 (24), Kurigram-3 (27), Bogra-6 (41), Bogra-7 (42), Sirajganj-1 (61), Bagerhat-1 (95), Khulna-1 (99), Bhola-1 (117), Pirojpur-2 (130), Shariatpur-1 (220), Sylhet-4 (231), Lakshmipur-2 (276), Chittagong-1 (279) und Chittagong-13 (291). Die Nachwahl in Bhola-1 (117) konnte allerdings aufgrund eines juristischen Einspruchs nicht abgehalten werden, so dass dieser Wahlkreis in der folgenden Legislaturperiode unrepräsentiert blieb. Bei den Nachwahlen am 5. September 1996 ergaben sich folgende Ergebnisse (in Klammern die Netto-Gewinne/Verluste): Awami-Liga 8 (+3), BNP 3 (-3), Jatiya Party 3 (-2), Unabhängige 1 (+1).

### Karte der Wahlkreisergebnisse

Wahlergebnisse in den Wahlkreisen (zur Wahlkreiseinteilung siehe die Liste der Wahlkreise in Bangladesch)

## Entwicklungen nach der Wahl
Da die Awami-Liga die absolute Mehrheit der Parlamentsmandate verfehlt hatte, ging sie ein Zweckbündnis mit der Jatiya Samajtantrik Dal (Rab) und der Jatiya Party ein. Infolge dieses Bündnisses wurde auch der Parteiführer der Jatiya Party, Hussain Muhammad Ershad, der vom Gefängnis aus kandidiert hatte, unter Auflagen aus der Haft entlassen.

## Hinzuwahl von 30 weiblichen Abgeordneten
Nach der Wahl machte die neue Awami-Liga-Regierung von der verfassungsmäßigen Möglichkeit Gebrauch, 30 zusätzliche weibliche Abgeordnete hinzuzuwählen. Im Bündnis mit der Jatiya Party wurden 27 Awami-Liga- und 3 Jatiya Party-Abgeordnete hinzugewählt. Dadurch erhöhte sich die Sollstärke des Parlaments auf 329 Abgeordnete.

## Beurteilung des Wahlablaufs und -ergebnisses
Die Wahl wurde durch eine Beobachtergruppe des Commonwealths begleitet. In ihrem Abschlussbericht kam die Beobachtergruppe zu der Einschätzung, dass es sich insgesamt um eine freie und glaubwürdige Wahl gehandelt habe. Es habe keinen Anhalt für Wahlbetrug in größerem Maße gegeben.